# Jorge Sanguinetti
Jorge Sanguinetti (* 14. November 1934 in Montevideo; † 5. Januar 2017) war ein uruguayischer Politiker.
Sanguinetti war Mitglied der Partido Colorado. Während der Zeit der Präsidentschaft seines Vetters Julio María Sanguinetti war er vom 1. März 1985 bis zum 21. September 1989 Minister im Verkehrs- und Bauministerium Uruguays. Er legte dieses Amt nieder, um als Kandidat für das Amt des Vize-Präsidenten die Präsidentschafts-Kandidatur Jorge Batlles zu begleiten. Dieses Unternehmen war jedoch nicht von Erfolg gekrönt und Luis Alberto Lacalle gewann schließlich die Wahlen im November 1989. Bei den Kommunalwahlen 2000 unternahm er den letztlich durch die Wiederwahl Carlos Moreiras gescheiterten Versuch, diesen im Amt des Intendente Municipal von Colonia abzulösen. Von Dezember 2000 bis Mai 2004 hatte er dann den Vorsitz der autonomen staatlichen Einrichtung Administración Nacional de Combustibles, Alcohol y Portland (ANCAP) inne.